# Bischofswerda
Bischofswerda (obersorbisch Biskopicyⓘ) ist eine Große Kreisstadt im Landkreis Bautzen am westlichen Rand der sächsischen Oberlausitz. Sie ist Sitz der Verwaltungsgemeinschaft Bischofswerda. Der Ortsname ist mittelhochdeutschen Ursprungs und bedeutet „am Wasser gelegene Siedlung des Bischofs“.
Unter Einheimischen und Umwohnenden ist auch der inoffizielle Name Schiebock für die Stadt gebräuchlich. In der Volksetymologie wird dies auf den Begriff Schiebbock für eine spezielle Art Schubkarre, mit der früher Waren auf den städtischen Markt transportiert wurden, zurückgeführt. Tatsächlich leitet sich der Name aber vom alten sorbischen Ortsnamen Přibok (gesprochen Pschiebock) ab, der „an der Seite (der Alten Straße)“ bedeutet.

## Geographie

### Geographische Lage

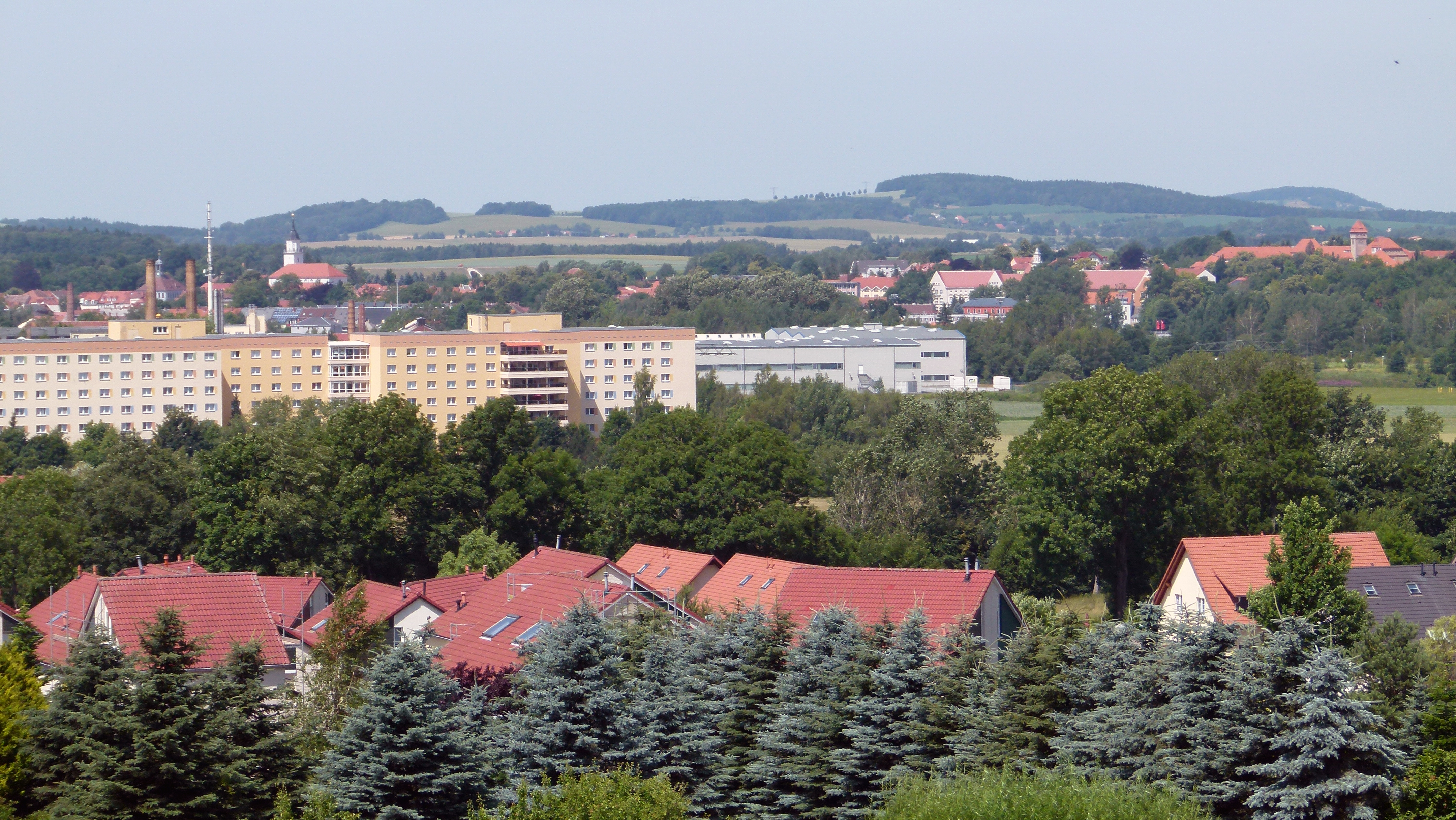
Blick auf Bischofswerda vom Belmsdorfer Berg aus

Die Kleinstadt liegt etwa 30 km östlich von Dresden im Landkreis Bautzen. Die Stadt gehörte nicht zur historischen Markgrafschaft Oberlausitz, bezeichnet sich selbst aber als „Tor zur Oberlausitz“, da hier das erst im Mittelalter gerodete Waldland mit dem seit urgeschichtlicher Zeit besiedelten offenen Sorbengau Milska zusammentraf. Dessen Nahtstelle, ein breiter niedriger Geländesattel zwischen Kloster- und Butterbergmassiv, trennt mehrere Naturräume und ist Wasserscheide zwischen den Einzugsgebieten der Schwarzen Elster im Osten und der Wesenitz im Westen. Bischofswerda liegt im Nordwestlausitzer Hügelland und stößt im Nordosten an das Oberlausitzer Gefilde und im Südosten an das Lausitzer Bergland. Die Wesenitz ändert hier zunächst ihren bisher nordwestwärts gerichteten Lauf bis zu den Horkaer Teichen östlich der Stadt auf eine nördliche Richtung und verläuft von dort nach Südwesten. Die Ursache für den markanten Richtungswechsel, in dessen Folge der Wasserlauf eine breite sumpfige Niederung schuf, in der später mehrere Teiche angestaut wurden, liegt im Pleistozän begründet. Die Wesenitzschleife mit ihrem sumpfigen Umland bildete eine natürliche Verteidigungslinie im Süden der Stadt, weswegen die Stadtmauer in diesem Gebiet weniger aufwändig gebaut werden konnte.

### Nachbargemeinden
Das Stadtgebiet wird begrenzt von Burkau im Norden, Demitz-Thumitz und Schmölln-Putzkau im Osten, Neustadt und Stolpen im Süden sowie Großharthau, Frankenthal und Rammenau im Westen.

### Stadtgliederung
Zu Bischofswerda gehören die folgenden Ortsteile (sorbische Namen in Klammern; Einwohnerzahlen laut Zensus 2011):
- Belmsdorf (Baldrijanecy), seit 1950, 344 Einwohner
- Bischofswerda (Biskopicy), 9007 Einwohner
- Geißmannsdorf (Dźibrachćicy), seit 1974, 562 Einwohner
  - Pickau (Špikawy)
- Goldbach, seit 1996, 424 Einwohner
- Großdrebnitz (Drjewnica), seit 1996, 847 Einwohner
  - Kleindrebnitz (Mała Drjewnica)
  - Neudrebnitz (Nowa Drjewnica)
- Kynitzsch (Kinič), seit 1994, 39 Einwohner
- Neu-Schönbrunn (Nowy Šumborn), seit 1994, 21 Einwohner
- Schönbrunn (Šumborn), seit 1994, 414 Einwohner
- Weickersdorf (Wukranćicy), seit 1996, 282 Einwohner

## Geschichte

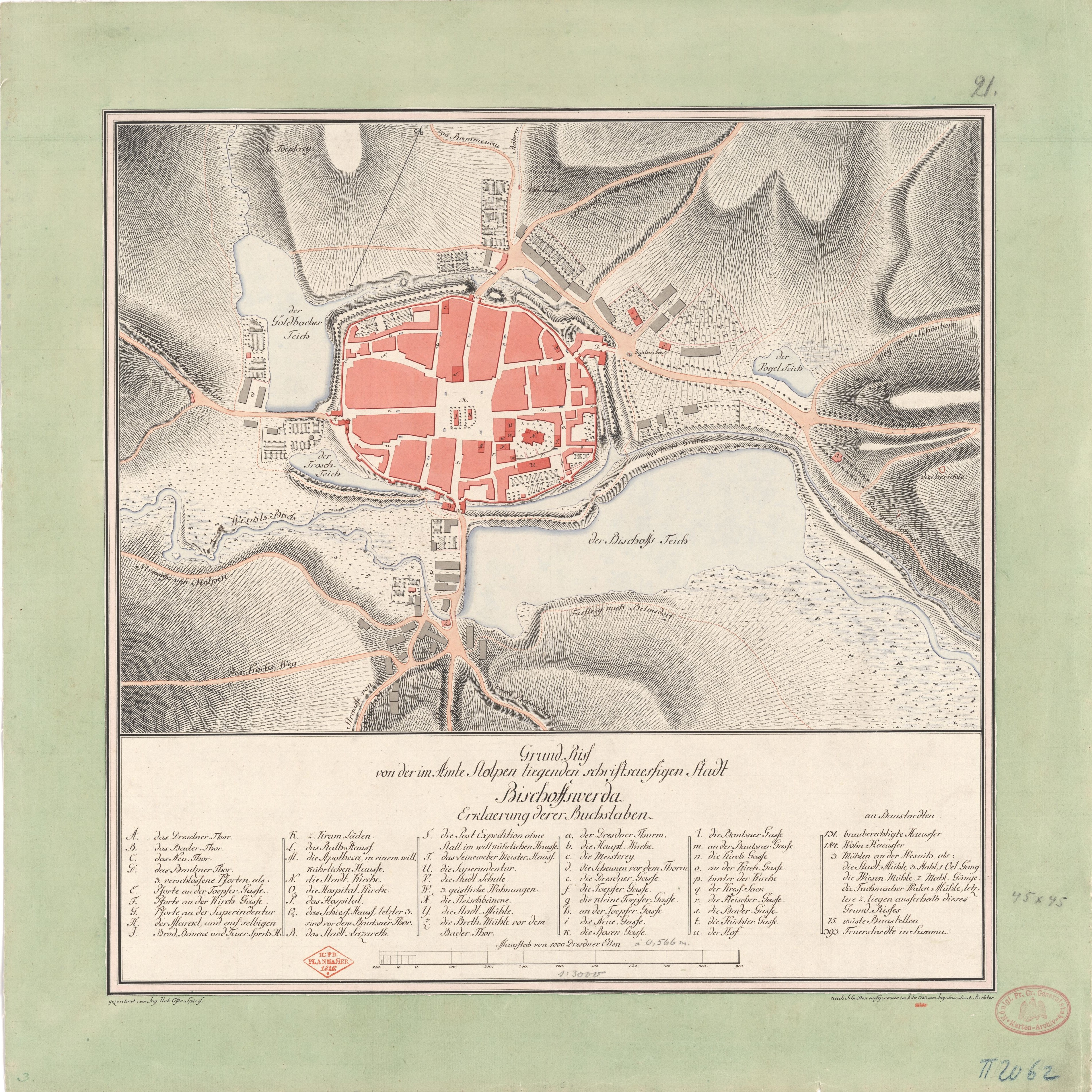
Bischofswerda um 1793

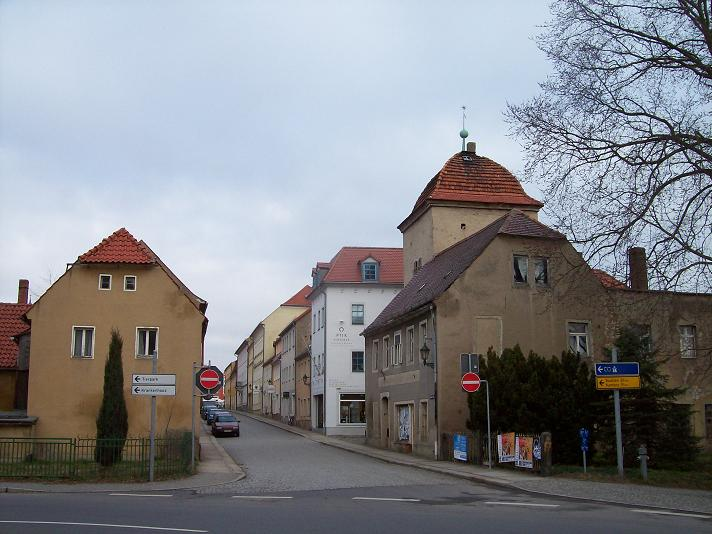
Ehem. Dresdner Tor mit Turm der Fronfeste von 1286

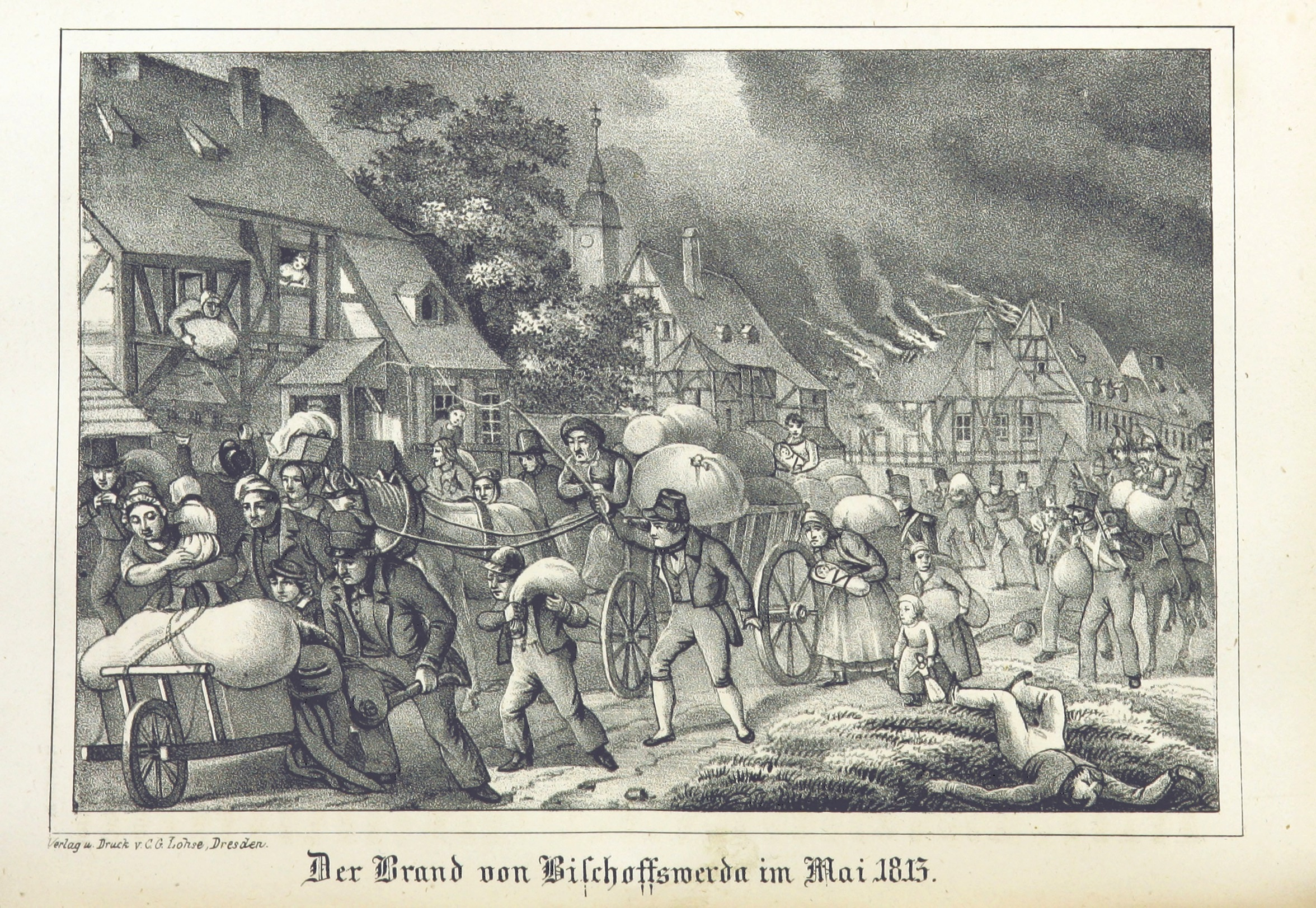
Der Brand von Bischofswerda im Mai 1813

Die mögliche Gründung Bischofswerdas erfolgte bereits zwischen 970 und 1076. Der Bischof Benno von Meißen soll den Flecken Werda im Jahr 1076 zur Stadt erhoben haben.
Im Jahr 1227 wird Bischofswerda zum ersten Mal urkundlich erwähnt. 1229 wird bereits eine Pfarrkirche genannt. Zwischen 1218 und 1227 wurde der Platz des Marktes vermessen und somit die Häuserfluchten festgelegt. 1286 erfolgt der Bau des Stadtturms (Fronfeste). Bis 1852 diente dieser Turm als Gefängnis. 1286 ist auch das Ursprungsjahr des ersten Rathauses. Im Jahr 1288 erhielt Bischofswerda seine erste Stadtmauer. Vor 1305 wanderte die bürgerliche Familie von Bischofswerde nach Görlitz aus, wo sie später zum Adel gehören wird. Erst 1361 wird Bischofswerda in einer Urkunde als Stadt bezeichnet. 1429 brannten die Hussiten die Stadt nieder. 1469 ereignete sich der zweite Stadtbrand. 1494 wird durch Anstauen der Wesenitz ein Bischofsteich zum Betreiben von Fischzucht angelegt, 1503 auf Geheiß des Bischofs eine Brauerei gegründet. An den beiden Ausläufen des Bischofsteiches zur Wesenitz wurden Mühlen errichtet.
1544 kaufte der Stadtrat das Rittergut Pücke (Pickau) mit Gärtnern und Häuslern, das schriftsässig zugehörige Dorf Geißmannsdorf, zwei Bauern von Schönbrunn samt der Wüstung Teupitz und den Scherfling mit Ober- und Untergerichten von denen von Bolderitz für 5200 Meißener Gulden. Kynitzsch, „ein aus einer Mühle und 4 Gärtnern bestehendes Dörfchen,“ kam 1546 in den Grundbesitz der Stadt.
Die Stadtherren waren bis zum 16. Jahrhundert die Bischöfe von Meißen. 1559 musste der letzte Bischof von Meißen, Johann von Haugwitz, die Stadt zusammen mit Stolpen an den Kurfürsten von Sachsen abtreten. 1596 brannte die Stadt erneut nieder. Bis auf sechs kleine Häuser und einen Gasthof wurden alle Gebäude zerstört.
Zu Beginn der Zeit des Nationalsozialismus wurden im Rathaus politische Gegner des NS-Regimes inhaftiert und misshandelt. Vom ehemaligen Amtsgericht aus wurden Häftlinge in das „Schutzhaftlager“ Bautzen überstellt.
Von 1952 bis 1994 war Bischofswerda Kreisstadt des neugebildeten Kreises Bischofswerda.
Bei Bischofswerda befand sich die Operationsbasis Bischofswerda, eines der vier zentralen Kernwaffendepots der Gruppe der Sowjetischen Streitkräfte in Deutschland.

### Namensformen
Der Name Bischofswerda mit latinisierter Endung wurde erst 1671 gebräuchlich. Bis zu diesem Zeitpunkt variierten die Namensformen (Bischopeswerde, zcu Bisschoffwarten, Bischwerde, Bischoffswerde etc.) in der Schreibweise, endeten aber meist auf einem ‚e‘.

### Entwicklung der Einwohnerzahl
(ab 1960 Stichtag: 31. Dezember):
| Jahr | Einwohner |
| ---- | --------- |
| 1834 | 02.434    |
| 1880 | 04.778    |
| 1960 | 11.350    |
| 1975 | 11.651    |
| 1981 | 13.319    |
| 2004 | 13.104    |

| Jahr | Einwohner |
| ---- | --------- |
| 2005 | 12.962    |
| 2006 | 12.732    |
| 2007 | 12.545    |
| 2008 | 12.395    |
| 2009 | 12.235    |
| 2012 | 11.685    |

| Jahr | Einwohner |
| ---- | --------- |
| 2013 | 11.605    |
| 2015 | 11.573    |
| 2020 | 10.788    |

Datenquelle 1975, 1981: Statistisches Jahrbuch 1976, 1988, Datenquelle ab 2000: Statistisches Landesamt Sachsen

## Politik
- SPD: 2
- BfB: 7
- FDP: 1
- CDU: 4
- AfD: 8

### Stadtrat
Der Stadtrat Bischofswerda hat 22 Sitze. Der Oberbürgermeister ist Vorsitzender des Stadtrates. Der Stadtrat tagt im Rathaus. Keine Fraktion besitzt ohne Votum des Stadtratsvorsitzenden die Stimmenmehrheit.
Außerdem gibt es zwei Ortschaftsräte, deren ehrenamtliche Mitglieder für fünf Jahre gewählt werden. Die Ortschaft Großdrebnitz mit den Ortsteilen Goldbach, Großdrebnitz und Weickersdorf besteht aus neun Ortschaftsräten. Der Rat der Ortschaft Schönbrunn, die die Ortsteile Schönbrunn, Neu-Schönbrunn und Kynitzsch umfasst, hingegen stellt nur vier Ortschaftsräte.
Seit der Stadtratswahl am 9. Juni 2024 verteilen sich die 22 Sitze des Stadtrates wie nebenstehend auf die einzelnen Wahlvorschläge. Frühere Wahlen sind tabellarisch aufgelistet.
| Liste                    | 2024   | 2024   | 2019   | 2019   | 2014   | 2014   |
| Liste                    | Sitze  | in %   | Sitze  | in %   | Sitze  | in %   |
| ------------------------ | ------ | ------ | ------ | ------ | ------ | ------ |
| AfD                      | 8      | 37,2   | 5      | 23,3   | –      | –      |
| Bürger für Bischofswerda | 7      | 32,3   | 4      | 17,8   | 5      | 24,0   |
| CDU                      | 4      | 18,6   | 5      | 22,2   | 7      | 29,6   |
| SPD                      | 2      | 8,1    | 1      | 3,9    | 3      | 14,2   |
| FDP                      | 1      | 3,9    | 3      | 11,9   | 2      | 9,3    |
| Linke                    | –      | –      | 4      | 17,5   | –      | –      |
| Grüne                    | –      | –      | –      | 3,3    | –      | –      |
| Wahlbeteiligung          | 63,3 % | 63,3 % | 59,6 % | 59,6 % | 48,8 % | 48,8 % |

### Ober-/Bürgermeister
Mit der politischen Wende 1990 wurde Andreas Erler (CDU, * 1961) Bürgermeister der Stadt, seit deren Ernennung zur Großen Kreisstadt 1998 Oberbürgermeister. Bei den Oberbürgermeisterwahlen vom 28. Februar 2010 wurde er mit 52,0 % der Wählerstimmen im Amt bestätigt, nachdem das Verwaltungsgericht Dresden die Abstimmung vom Juni 2008 wegen unerlaubter Beeinflussung der Wähler für ungültig erklärt hatte. Im Dezember 2011 erklärte das Sächsische Oberverwaltungsgericht auch diese Oberbürgermeisterwahl – wiederum wegen gesetzeswidriger Wahlbeeinflussung – für ungültig. Bei der Oberbürgermeisterwahl am 7. Juni 2015 trat er nicht mehr an. Seit dem 1. August 2015 leitet Holm Große die Geschicke der Stadt. Bei der Kommunalwahl am 12. Juni 2022 wurde er mit 93,6 % der Wählerstimmen im Amt bestätigt.
| Bürgermeister    | Amtszeit  | Wahl             |
| ---------------- | --------- | ---------------- |
| Otto Barthel     | 1945–1948 |                  |
| Josef Schmachtel | 1948      |                  |
| Curt Jäckel      | 1948–1953 |                  |
| Alfred Zeidler   | 1953–1961 |                  |
| Gerhard Klengel  | 1961–1962 |                  |
| Horst Emmrich    | 1963–1968 |                  |
| Hans Lucas       | 1968–1972 |                  |
| Günter Illing    | 1972–1987 |                  |
| Horst Rößner     | 1987–1990 |                  |
| Andreas Erler    | 1990–2015 | 1994, 2001, 2008 |
| Holm Große       | seit 2015 | 2015, 2022       |

### Stadtverwaltung
Die Stadtverwaltung hat ihren Sitz im Bischofswerdaer Rathaus. Dem Oberbürgermeister der Stadt sind das städtische Ordnungsamt, die Kämmerei, das Bauamt, das Schul- und Sportamt sowie das Kulturamt unterstellt.
Neben einer Trauung im Trauzimmer des Rathauses bietet das Standesamt auch die Möglichkeit im Barockschloss Rammenau zu heiraten.

### Städtepartnerschaften
- Geislingen an der Steige, Baden-Württemberg, seit 1990
- Gryfów Śląski (dt. Greiffenberg), Polen, seit 1980
- Raspenava, Tschechien, seit 1999
- Eggenfelden, Niederbayern, seit 1992

## Wappen und Gründungsgeschichte

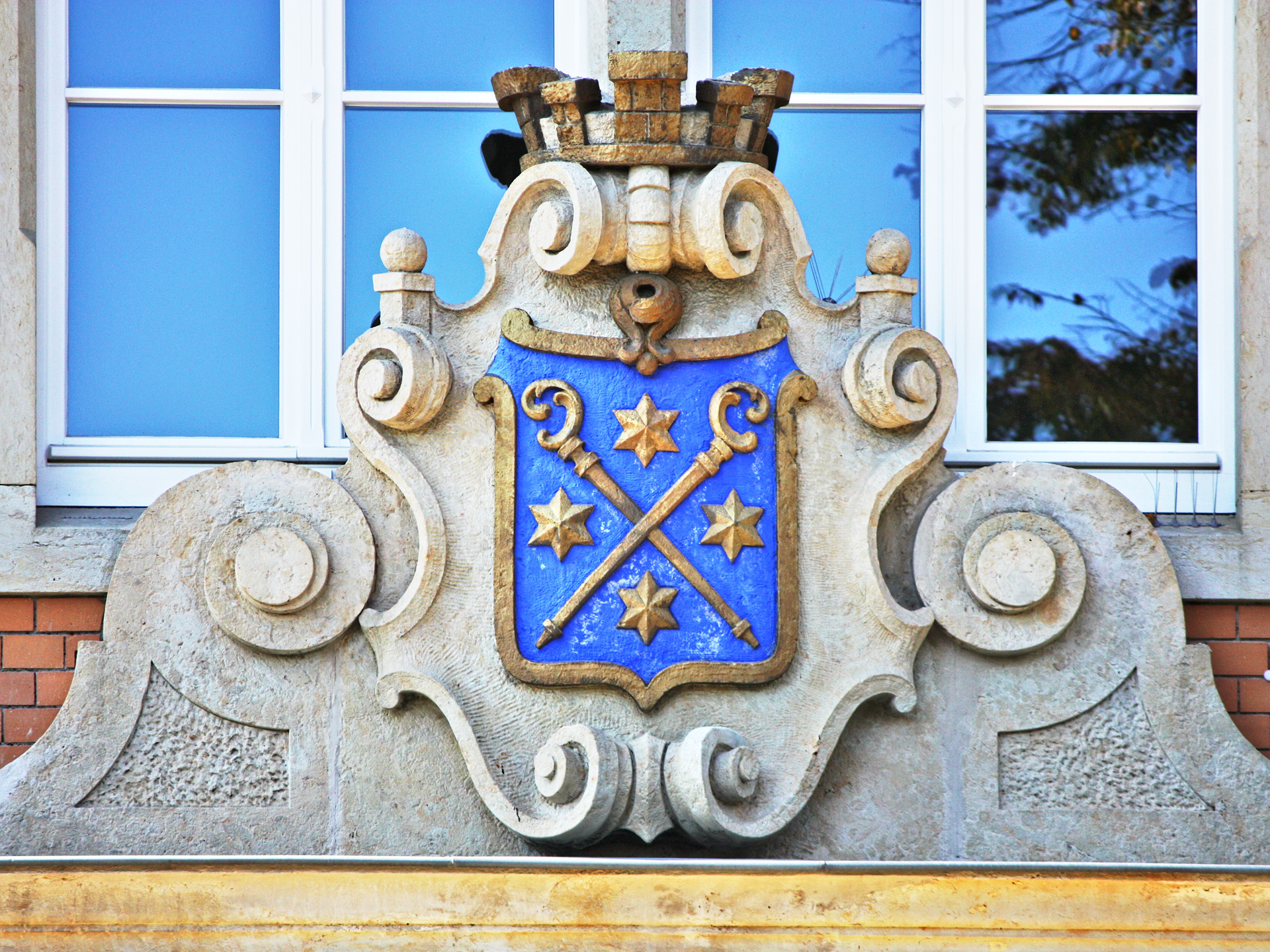
Darstellung des Stadtwappens am Schulgebäude an der Kirchstraße.

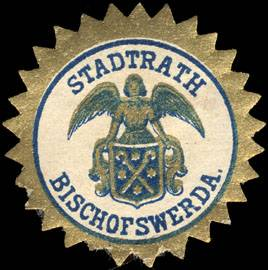
Siegelmarke des Bischofswerdaer Stadtrates.

Das Wappen der Stadt Bischofswerda basiert auf einem Siegel von 1392 mit Krummstab und zwei Sternen. Spätestens seit 1559 führt die Stadt das neue, bis heute gültige Stadtwappen mit den sich kreuzenden Bischofsstäben und vier sechsstrahligen Sternen. Die genaue Entstehung des Stadtwappens ist nicht mehr belegbar, da wichtige Unterlagen fehlen.
Zwei von drei Stadtchronisten führen Namen und Siegel der Stadt auf Bischof Benno zurück, der die Stadt Bischofswerda gegründet haben soll, als er das Meißnische Land missionierte. Die „Insel des Bischofs“, -werda stammt von Werder und bezeichnet eine Insel oder von stehenden Gewässern umgebenes Land, war damals ein von 17 Teichen umgebener Flecken an der Handelsstraße von Pirna über Stolpen nach Bautzen und Görlitz.
Zu einem nicht mehr bestimmbaren Zeitpunkt im 16. Jahrhundert wurden dann der zweite Krummstab und zwei weitere Sterne hinzugefügt. Möglicherweise wollte man den bischöflichen Besitz besonders herausheben. Andere deuten das Stäbekreuz als Symbol für „Gesetz“ und „Evangelium“. Obwohl die genaue Bedeutung der vier Sterne heute unbekannt ist, werden sie verschiedentlich als „Wissende“, „Unwissende“, „Besitzende“ und „Besitzlose“ oder auch als „Lehrer in Kirche und Schule“, „Zuhörer“, „Regenten“ und „Untertanen“ gedeutet. Ihre Sechsstrahligkeit soll die sechs Schöpfungstage symbolisieren.
Bereits der Stadtchronist Karl Wilhelm Mittag stellte die Entstehungslegende wegen mangelnder Belege in Frage. Als Besonderheit des Stadtwappens gilt, dass es oft von einem Engel gehalten wird.
Hermann Knothe schilderte 1879 ein seit dem 13. Jahrhundert in Budissin vorkommendes Patriziergeschlecht von Bischofswerde, das sich aus Bischofswerda nach Görlitz wandte und wie die Stadt zwei gekreuzte Bischofsstäbe im Wappen führte. Nach Walter von Boetticher bildete diese Familie dieses Wappen nach dem ihrer Heimatstadt.

## Kultur und Sehenswürdigkeiten

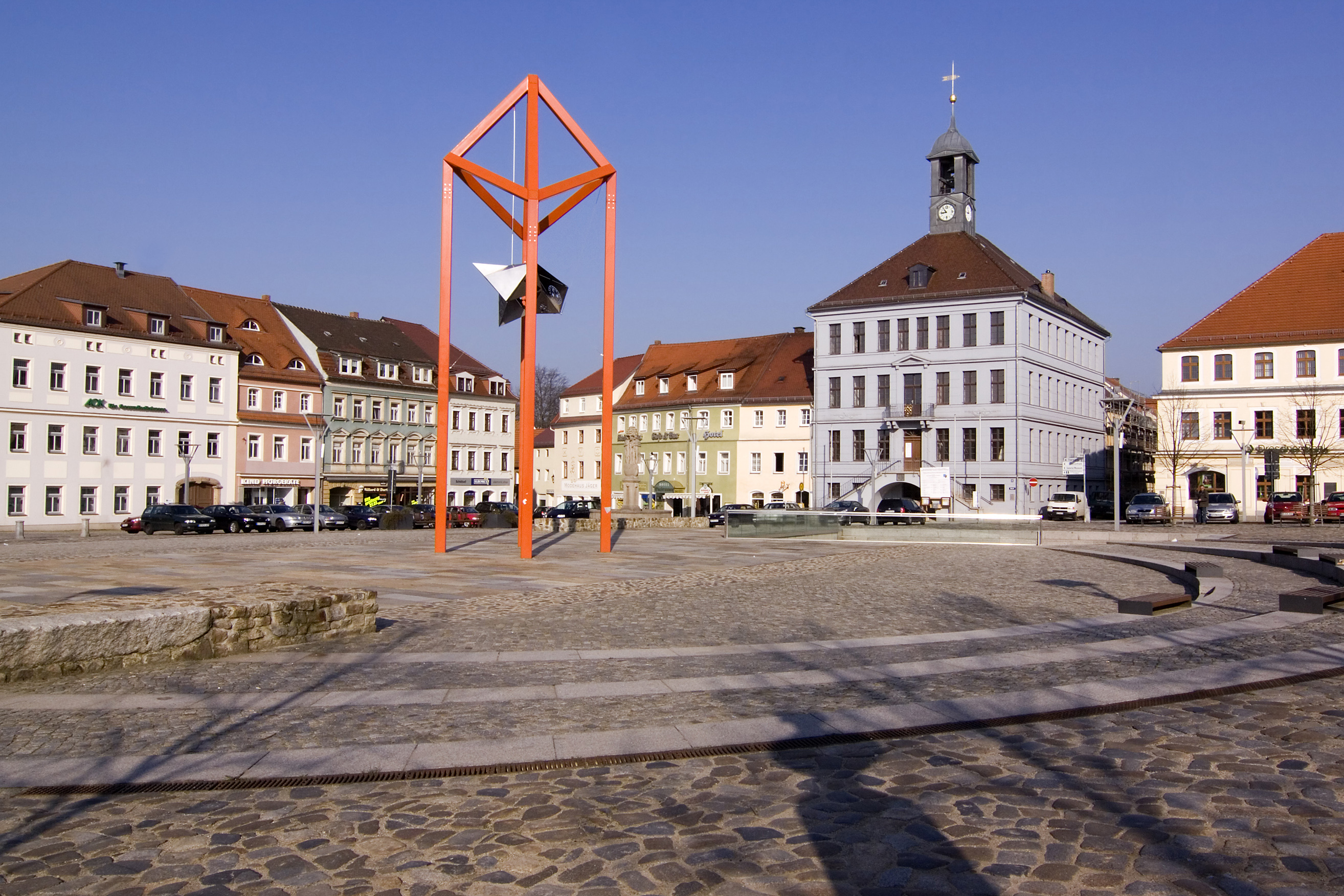
Altmarkt mit Stahlskulptur (Uwe Hempel, 2007)

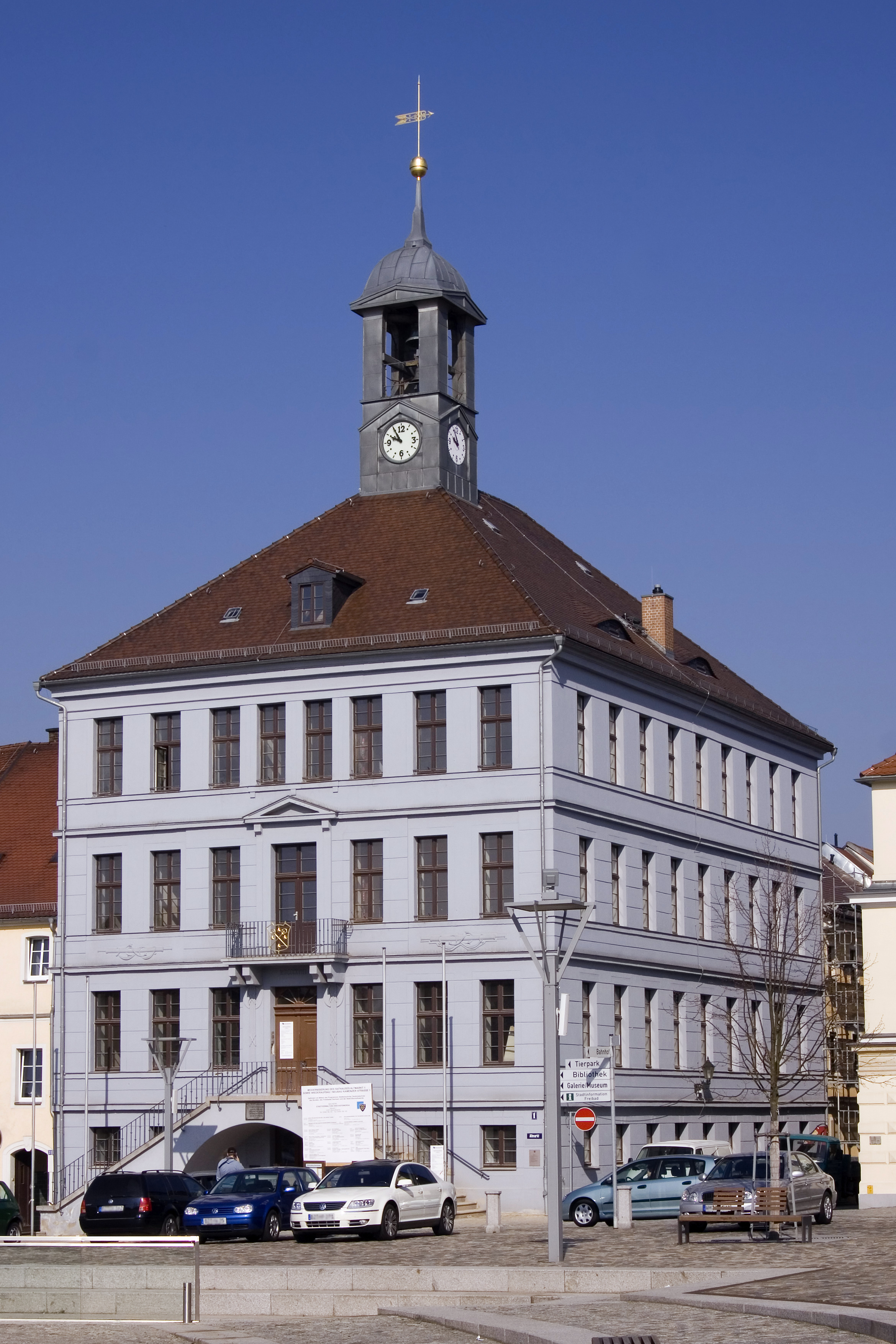
Rathaus

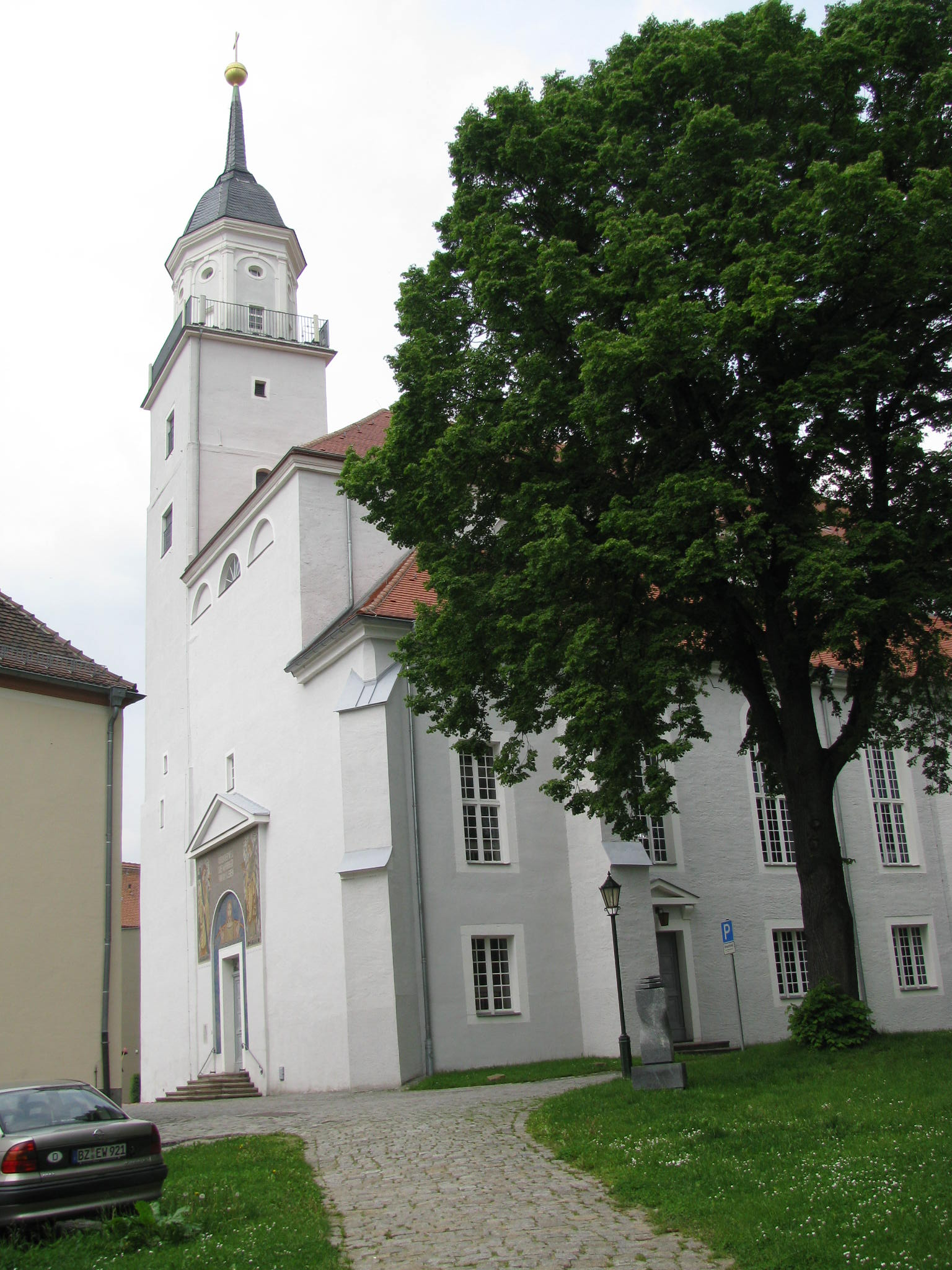
Christuskirche, ehem. Marienkirche

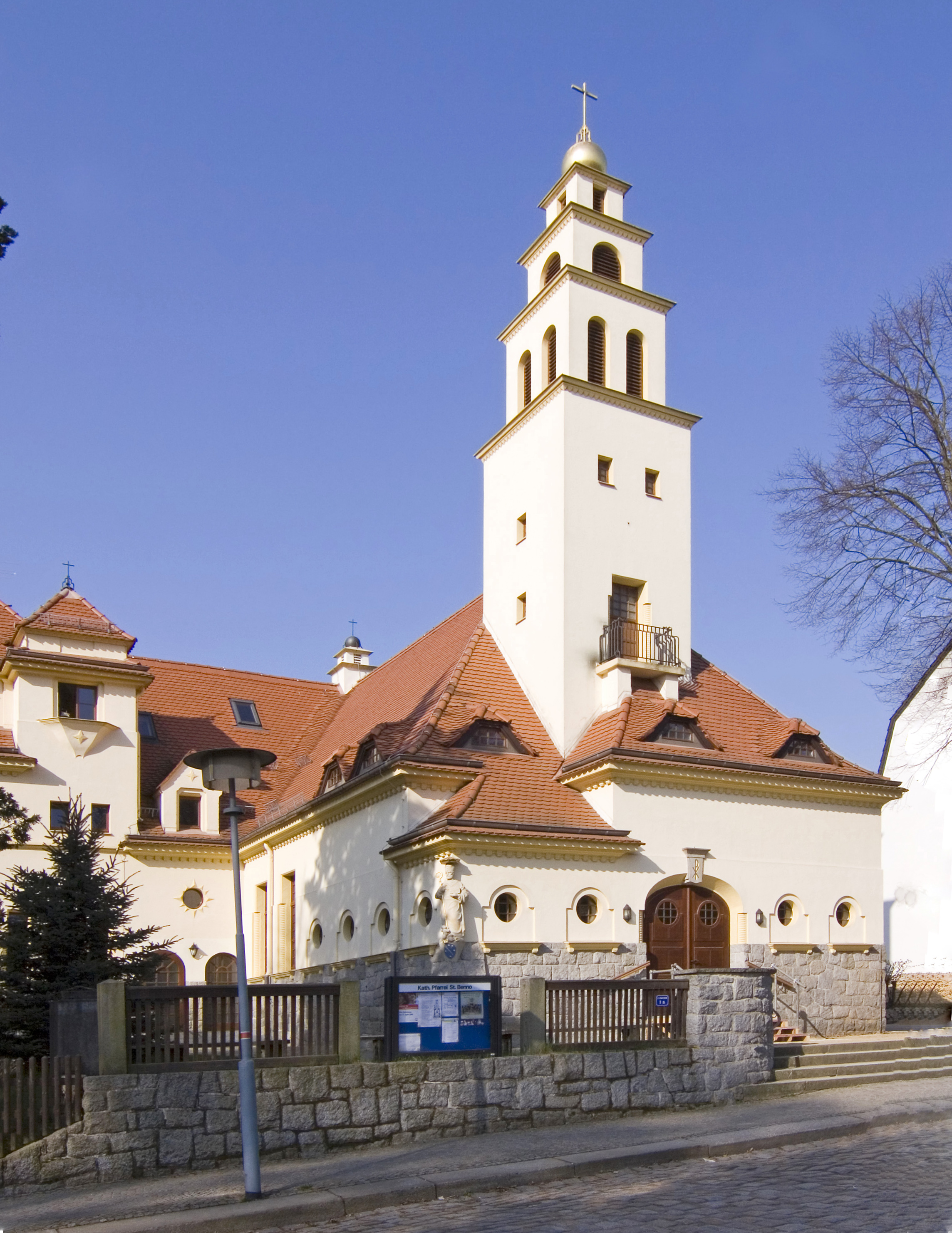
St. Benno

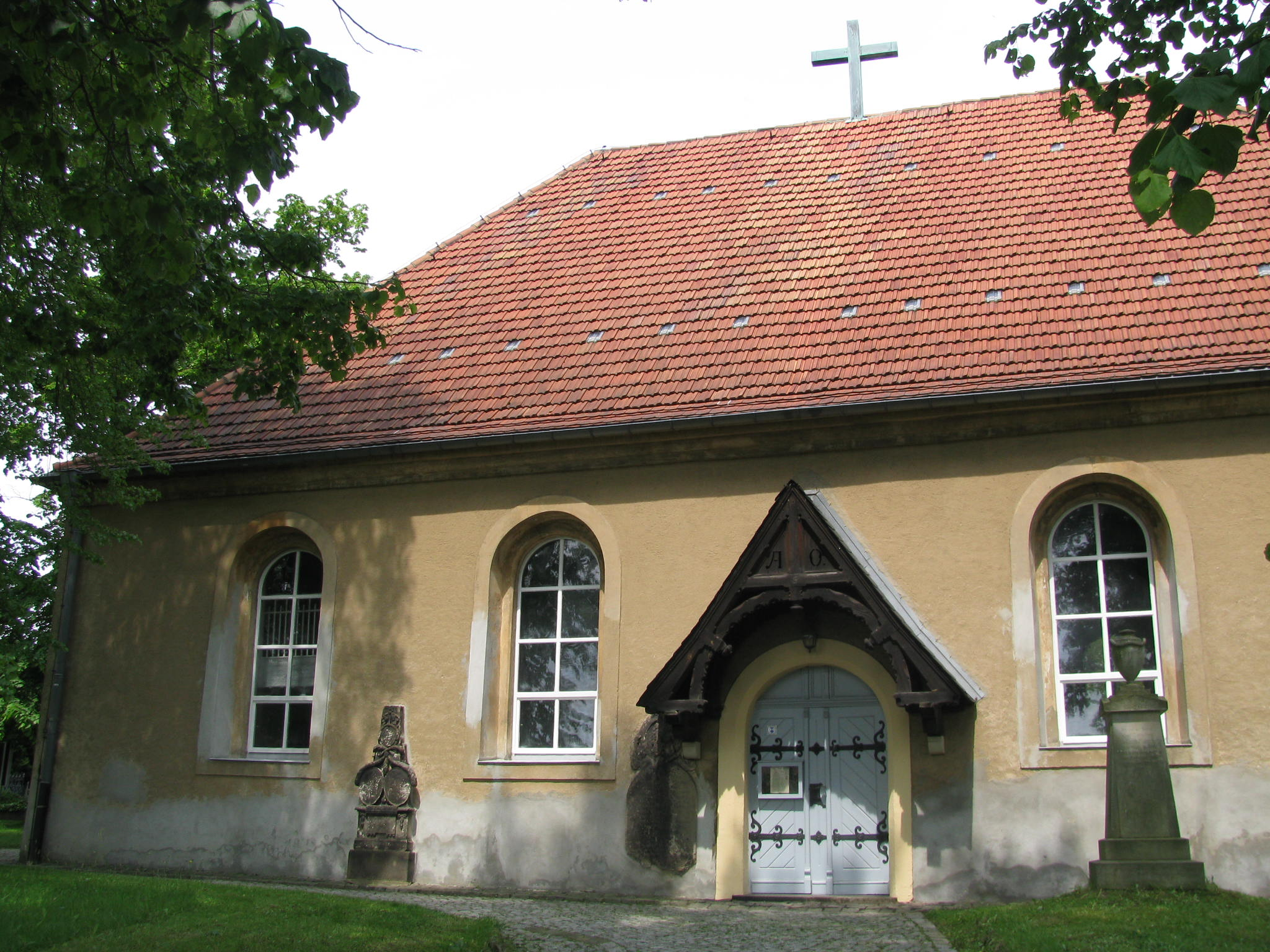
Kreuzkirche, ehem. Begräbniskirche

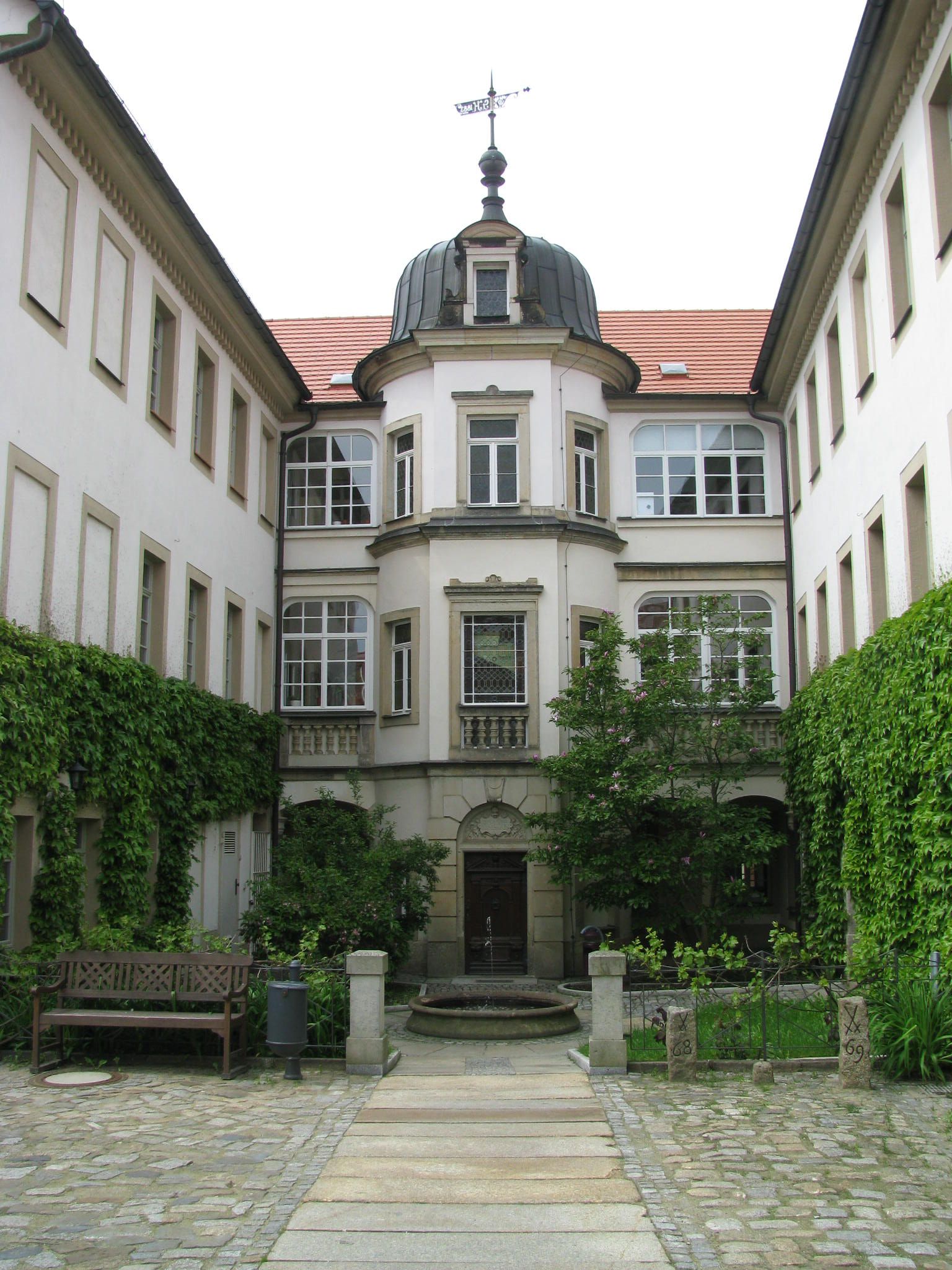
Bischofssitz

Obwohl am 12. Mai 1813 ein ausgebrochenes Feuer die gesamte Stadt innerhalb der Ringmauer (außer 3 Gebäuden) einäscherte, ist in Bischofswerda der mittelalterliche Stadtgrundriss außergewöhnlich gut ablesbar. Vom ehem. Dresdner Tor blieb zumindest der Turm der Fronfeste erhalten. Die geschlossene Innenstadtbebauung aus den Jahren nach 1813 ist fast vollständig erhalten.
Besonders sehenswert sind der Altmarkt, der für kleinstädtische Verhältnisse recht groß ist, mit seinem klassizistischen Rathaus von 1818, mit dem Paradiesbrunnen (im Volksmund: Evabrunnen) und verschiedenen Bürgerhäusern. 2007 wurde der Altmarkt völlig neu gestaltet, mit einem Mediaturm, der ständig wechselnde Botschaften zeigt. In diesem Turm wurde ein Prisma aus Metall angebracht, welches durch eine Lichtschranke gesteuert wird. Wird diese durch Besucher ausgelöst, bewegt sich das Prisma im Mediaturm und ändert seine Form. Die bei der Neugestaltung des Altmarktes ausgegrabenen Grundmauern des alten Rathauses wurden offengelegt und mit einer Glaswand umgeben, auf der verschiedene Informationen zur Stadtgeschichte angebracht sind. Drei Schieböcke weisen auf den Spitznamen der Stadt hin.

### Rathaus
Bischofswerda besaß ein altes Rathaus, welches seinen Ursprung im Jahr 1286 an anderer Stelle hat.
Im Jahr 1549 erfolgte der Bau des zweiten Rathauses, welches zur Ausübung der Amtsgeschäfte des Rates diente.
Dieses Rathaus stand an der Stelle des heutigen, seine zwei Giebel zeigten nach dem Markt.
1763 wurde das alte Rathaus abgebrochen. Teile seiner Grundmauern konnten 2007 bei Ausbesserungsarbeiten auf dem Altmarkt wieder aufgefunden und in die neue Marktplatzgestaltung einbezogen werden.
1818 erfolgte der Neubau des jetzigen Rathauses. Der Entwurf stammte von Gottlob Friedrich Thormeyer, der nachweislich Teile des zweiten Rathauses einbezog. So zeigt ein Türstock im Keller das Chronogramm „1770“ und beweist zum einen die Übernahme von Bauteilen aus dem Vorgängerbau von 1549, zum anderen, dass auch dort bauzeitliche Veränderungen stattfanden. Thormeyer baute das Rathaus mit drei Geschossen und einer Freitreppe zum ersten Obergeschoss. Überfangen wird es von einem Walmdach mit Glockentürmchen. Von 1851 bis 1852 erfolgte ein nutzungsbedingter Umbau des Rathauses, welcher aber nicht in die Außenfassade eingriff.
Seit 2007 konnten restauratorische Untersuchungen im Rathaus immer wieder originale Wanddekorationen freilegen, die in die Sanierung 2009 einfließen werden.
Teile der zeitweise im Rathaus vermauerten Kursächsischen Postdistanzsäule vom ehemaligen Bautzner Tor, errichtet 1724, sind im Rathaus ausgestellt, während eine Nachbildung von 1934/2009 am ehemaligen Badtor in den Mühlteichanlagen steht.

### Kirchen

#### Christuskirche
Sehenswert ist die Christuskirche, die nach dem Stadtbrand von 1813 von Gottlob Friedrich Thormeyer unter Einbeziehung der alten Mauern bis 1818 wiederaufgebaut wurde. Darauf verweisen vor allem die erhaltenen gotischen Stützpfeiler auf der Südseite, die statisch nicht mehr nötig wären. Die erste Kirchenorgel von 1571 ging bei dem Brand ebenfalls verloren, eine neue Orgel wurde 1825 in Betrieb genommen. Den Namen Christuskirche verdankt die Kirche Kanzel- und Altarbild von 1889 sowie dem Mosaik vom Portal (1907) von Josef Goller, welches von der Fa. Villeroy & Boch hergestellt wurde. 1926 erneuerten Lossow & Kühne den Innenraum. Osmar Schindler schuf 1927 das Sakristeigemälde Christus, das Licht der Welt, konnte es jedoch nicht mehr vollenden.
1941 wurden die Glocken eingezogen, aber in Hamburg wiederentdeckt (Rückkehr 1948).
Die letzte Innensanierung wurde von 1990 bis 1991 durchgeführt. 2004 bis 2005 erfolgte eine Außensanierung, bei der auch die klassizistische Graufarbigkeit der Fassade – auf original erhaltenen Zeichnungen von Thormeyer nachweisbar – nach kontroversen Diskussionen rekonstruiert wurde.

#### Kirche St. Benno
Die katholische Kirche St. Benno wurde von 1923 bis 1924 im Art-déco-Stil vom Architekten Rudolf Zacek gebaut. Sie bildet mit dem Pfarrhaus ein stilistisches Ensemble. Der Turm ist kubistisch gegliedert. Im Jahr 2008 erfolgte die Innenrestaurierung in der originalen Raumfarbigkeit. Die Fassade war ehemals grün gefasst.

#### Kreuzkirche
Die Kreuzkirche am alten Friedhof der Stadt nördlich des alten Bautzener Tores wurde 1574 als erste Begräbniskirche der Stadt erbaut. 1650 ersetzt ein Neubau das 1631 durch die Kroaten niedergebrannte Gebäude, der als Hospitalkirche für das neben dem Friedhof gelegene Hospital der Stadt genutzt wird.
Die Kirche hat ein abgewalmtes Dach mit aufgesetztem Kreuz. Der rechteckige Saal wird durch eine flache Decke abgeschlossen. Sie wurde 1814 erneuert.
Nach dem Brand im Jahr 1813 übernahm man Sandsteinarbeiten aus der Kapelle der Burg Stolpen als Geschenk des sächsischen Königs: das Kruzifix, die Kanzel und die beiden Figuren „Maria mit dem Jesuskind auf dem Halbmond“ und „die heilige Barbara“. Das Kruzifix wird Christoph Walther II zugeschrieben. Bei der Kanzel handelt es sich wahrscheinlich um die 1556 von Hans Walther II geschaffene Kanzel des gotischen Vorgängerbaues der Dresdner Frauenkirche. Der Taufstein von 1561 stammt vermutlich aus der 1813 zerstörten Hauptkirche und nicht aus Stolpen.
→ Beschreibung der Kanzel im Artikel zum gotischen Vorgängerbau der Frauenkirche in Dresden

### Bischofssitz
Der sogenannte Bischofssitz an der Dresdener Straße wurde im klassizistischen Stil mit rundem Treppenturm und Welscher Haube errichtet. Er beherbergt die Stadtbibliothek und die Carl-Lohse-Galerie.

### Parks
In der Innenstadt befinden sich vier Parkanlagen, namentlich Lutherpark, Schillerpark, Goethepark und Käthe-Kollwitz-Park. Die Parks wurden im sumpfigen Umland des früheren Wesenitzlaufes angelegt. Der Lutherpark befindet sich auf der Fläche eines Ausläufers des ehemaligen Goldbacher Teiches.

### Naturschutz
- Siehe auch: Liste der Naturdenkmale in Bischofswerda

### Tierpark
Der Tierpark wurde 1957 anlässlich der 730-Jahr-Feier der Stadt als Kleintierpark eröffnet. Im nur einen Hektar großen „kleinsten Zoo Sachsens“ werden sechzig verschiedene Arten rund um das Leitthema „Der Bär“ und die Schwerpunktthemen „Tiere mit uns“ (Heim- und Nutztiere) sowie „Tiere um uns herum“ (heimische Wildtiere) gezeigt.

### Gedenkstätten
- Gedenktafel aus dem Jahre 1958 an der unteren Tür des Rathauses am Altmarkt zur Erinnerung an die dort 1933 misshandelten Gegner des Naziregimes
- Gedenktafel am Altmarkt 17 zur Erinnerung an die KZ-Häftlinge eines Todesmarsches aus dem KZ-Außenlager Schwarzheide, die im April 1945 von SS-Mannschaften durch den Ort getrieben wurden
- Gedenkstein vor der Oberschule an der Kirchstraße für die Häftlinge, die von hier aus in das „Schutzhaftlager“ Kupferhammer nach Bautzen ausgeliefert wurden.
- Stolpersteine auf dem Gehweg vor der Haustür Bischofstraße 15 mit den Namen Hella Hoffmann, Friderike Hoffmann und Samuel Hoffmann. Friderike und Samuel Hoffmann betrieben einen Textilwarenhandel in Bischofswerda und wurden 1942 ins KZ Theresienstadt deportiert. Friderike überlebte das Konzentrationslager nicht. Samuel konnte als erkrankter Häftling durch die Schweiz freigekauft werden. Ihre Tochter Hella emigrierte bereits 1933 nach Brasilien.[42]

### Museen
- In der Stadt gibt es, verbunden mit der Carl-Lohse-Galerie, seit 1993 wieder ein Stadtmuseum (Dresdener Straße 1).
- Am Altmarkt 14 liegt im Keller der Stadt-Apotheke ein Apothekenmuseum, das nach Vereinbarung öffentlich zugänglich ist.[43]

### Sport
Sportbegeisterte können sich im Wesenitzsportpark betätigen, dieser verfügt über eine große Turnhalle und ein Stadion. Über die Stadt verteilt finden sich noch weitere Turnhallen und Sportplätze, die sowohl von Vereinen als auch von den Schulen der Stadt genutzt werden. Bischofswerda hat auch eine Bowlingbahn (Süßmilchstraße) und Möglichkeiten zum Kegeln (Gaststätte Bürgergarten) sowie ein Freibad. Auch gibt es in der Nähe des Kulturhauses einen Skatepark.
Der bekannteste Sportverein der Stadt ist der Bischofswerdaer FV 08, der zweimal den Aufstieg in die DDR-Oberliga schaffte. Ein Hundesportverein findet sich am Ortsausgang in Richtung Schmölln. Des Weiteren gibt es in Bischofswerda einen Handballverein, den VfB 1999 Bischofswerda, in dem die 1. Frauenmannschaft bereits Oberliga spielte.

### Regelmäßige Veranstaltungen
Bischofswerda heißt umgangssprachlich auch Schiebock, was die Volksetymologie irrtümlich von dem schubkarrenähnlichen einrädrigen Gefährt ableitet, mit dem die Bauern der Region früher ihre Waren auf den Markt fuhren. Regelmäßig finden in der Stadt die sogenannten Schiebocker Tage statt. Höhepunkt sind dabei die Weltmeisterschaften im Schiebockrennen, bei dem die Wettkämpfer beladene Schiebocke um die Wette über grobes Kopfsteinpflaster durch die Stadt karren.

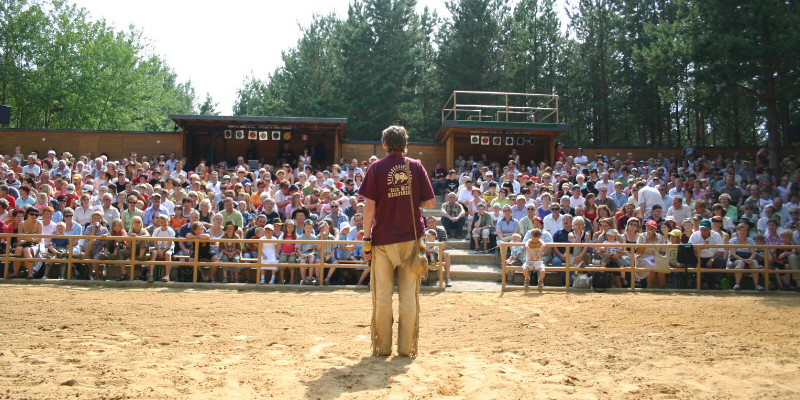
Karl-May-Spiele

Ebenso zählen die jährlich auf der kleinen Waldbühne im Stadtwald von Bischofswerda stattfindenden Veranstaltungen zu den kulturellen Höhepunkten der Stadt. Die Spielgemeinschaft Gojko Mitic Bischofswerda e. V. veranstaltet seit 1993 auf der Waldbühne Bischofswerda Deutschlands kleinste Karl-May-Spiele mit den jüngsten Darstellern.
In jedem Jahr besuchen über 10.000 Zuschauer die 20 Vorstellungen auf der kleinen Freilichtbühne mit 600 Sitzplätzen im Stadtwald von Bischofswerda.
In den jährlichen Neuinszenierungen wirken jährlich etwa 80 Kinder und Jugendliche und zahlreiche Tiere mit. Neben bis zu zehn Pferden spielten in den vergangenen Jahren schon Esel, Bärenkinder, Ziegen, Hunde, Tauben, eine Riesenschlange und ein Greifvogel mit.
Seit 2002 gibt es auch eine Erwachsenenbesetzung. In ihr spielen ehemalige Kinderdarsteller und Eltern.

## Wirtschaft und Infrastruktur

### Verkehr

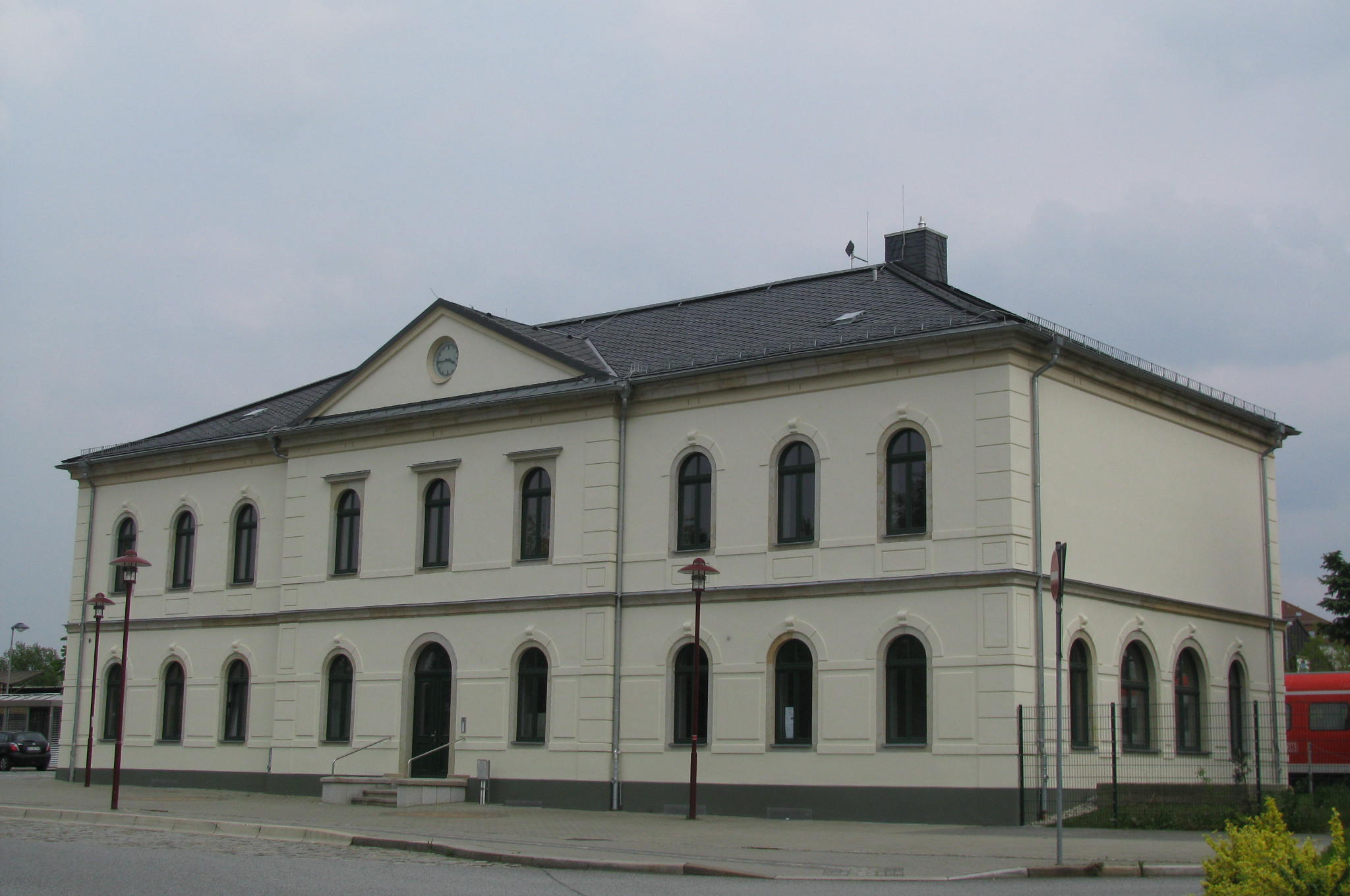
Bahnhofsgebäude nach dem Rückbau, 2010

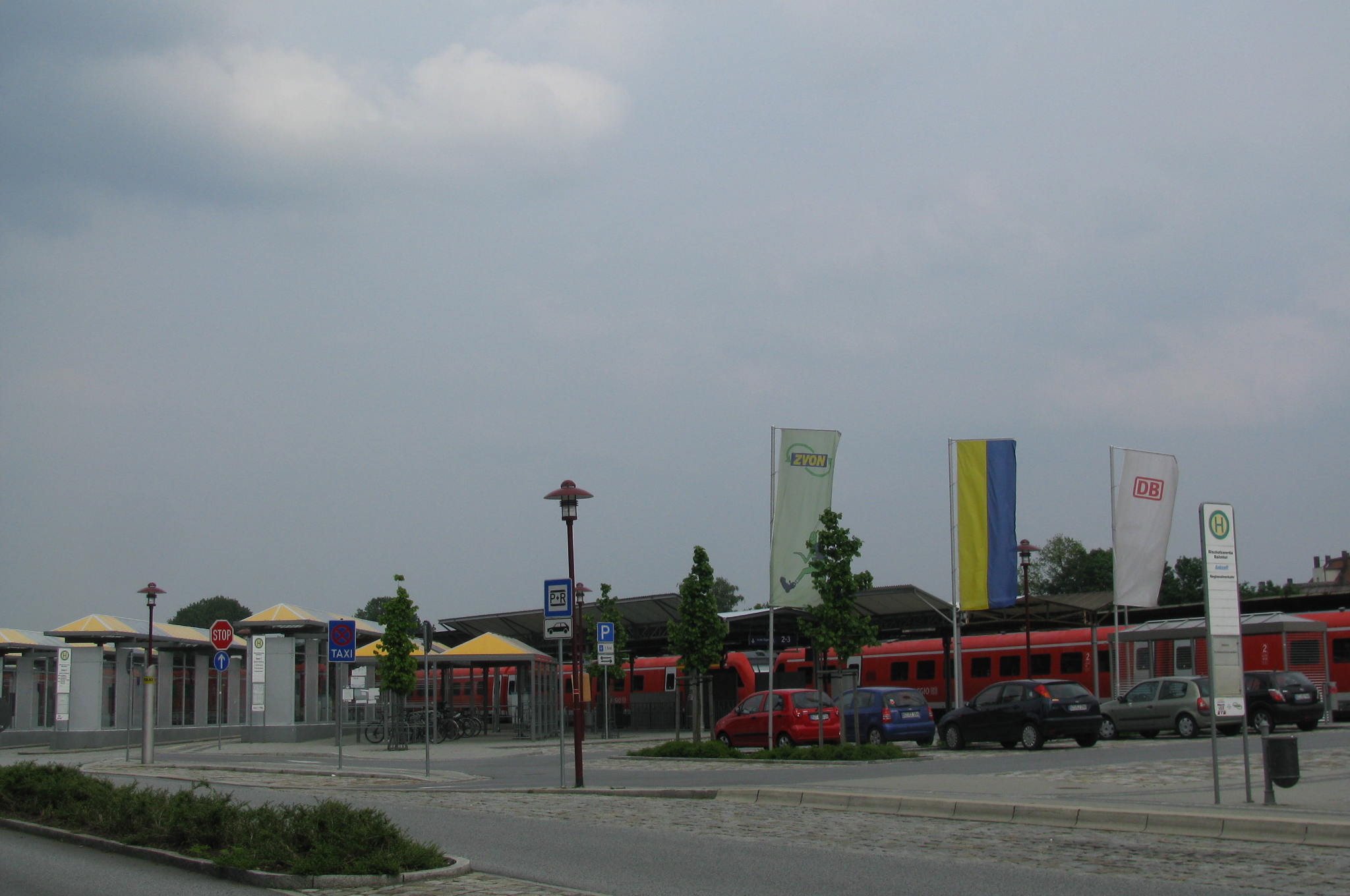
Bahnhofsvorplatz mit Busbahnhof, Taxistand und Parkplätzen

Die Station Bischofswerda liegt an den Bahnstrecken Dresden–Görlitz und Bischofswerda–Zittau, hier verkehren täglich 80 Züge des Schienenpersonennahverkehrs (Regionalbahn und Regional-Express). Einzelne Fahrten werden über Görlitz nach Zgorzelec und über Zittau nach Liberec verlängert.
Der Bahnhof Bischofswerda wurde 1845 mit dem Bau der Bahnstrecke Dresden–Görlitz errichtet. Die Verbindung nach Zittau besteht seit 1879. 1902 entstand eine Verbindung nach Kamenz, auf der der Personenverkehr nach Bischofswerda jedoch bereits 1967 eingestellt wurde. Das Bahnhofsgebäude wurde mehrmals umgebaut. In den Jahren 1883/84 wurden mehrere Wartesäle und das Bahnhofsrestaurant errichtet. 1934 erfolgten Umbauten für das Stellwerk. 1994 verlor der Bischofswerdaer Bahnhof schrittweise verschiedene Funktionen. Im Jahr 2001 wurde das gesamte Bahnhofsgebäude ohne eigenen Fahrdienstleiter vor Ort für die Deutsche Bahn entbehrlich. Nach dem Erwerb durch die Stadt Bischofswerda erfolgte der Teilabriss des Gebäudes. Dem im Jahr 2009 beendeten Rückbau war die Neugestaltung des Bahnhofsvorplatzes vorausgegangen, die im Mai 2005 abgeschlossen wurde. In die Gestaltung des Verknüpfungspunktes von Bus, Bahn und Individualverkehr (P+R) flossen 3,6 Millionen Euro (davon 75 Prozent vom Freistaat Sachsen und 25 Prozent vom ZVON). Im November 2023 begannen die Bauarbeiten zum Bau zweier Aufzüge, um so den Bahnhof barrierefrei zu gestalten. Diese sollen voraussichtlich 2025 abgeschlossen werden.
Der Bischofswerdaer Stadtbusverkehr erfolgt unter Federführung des Zweckverbandes Verkehrsverbund Oberlausitz-Niederschlesien (ZVON) durch den Omnibusbetrieb Beck. Die erste Stadtbuslinie wurde am 15. Oktober 1990 eingerichtet und verbesserte die Anbindung der Stadtteile Geißmannsdorf, Pickau, Belmsdorf und Bischofswerda-Süd. Weitere Linien entstanden mit der Eingemeindung von Schönbrunn. Die Ortsteile Großdrebnitz, Goldbach und Weickersdorf werden durch die Regionalbuslinie 747 mit dem Stadtzentrum verbunden. Vierzehn weitere Regionalbuslinien, meist betrieben durch die Regionalbus Oberlausitz GmbH, verbinden Bischofswerda mit dem Umland. Die Linien 520 und 535 des Regionalbus Oberlausitz GmbH (RBO) verbindet Bischofswerda mit Radeberg/Dresden und Kamenz.

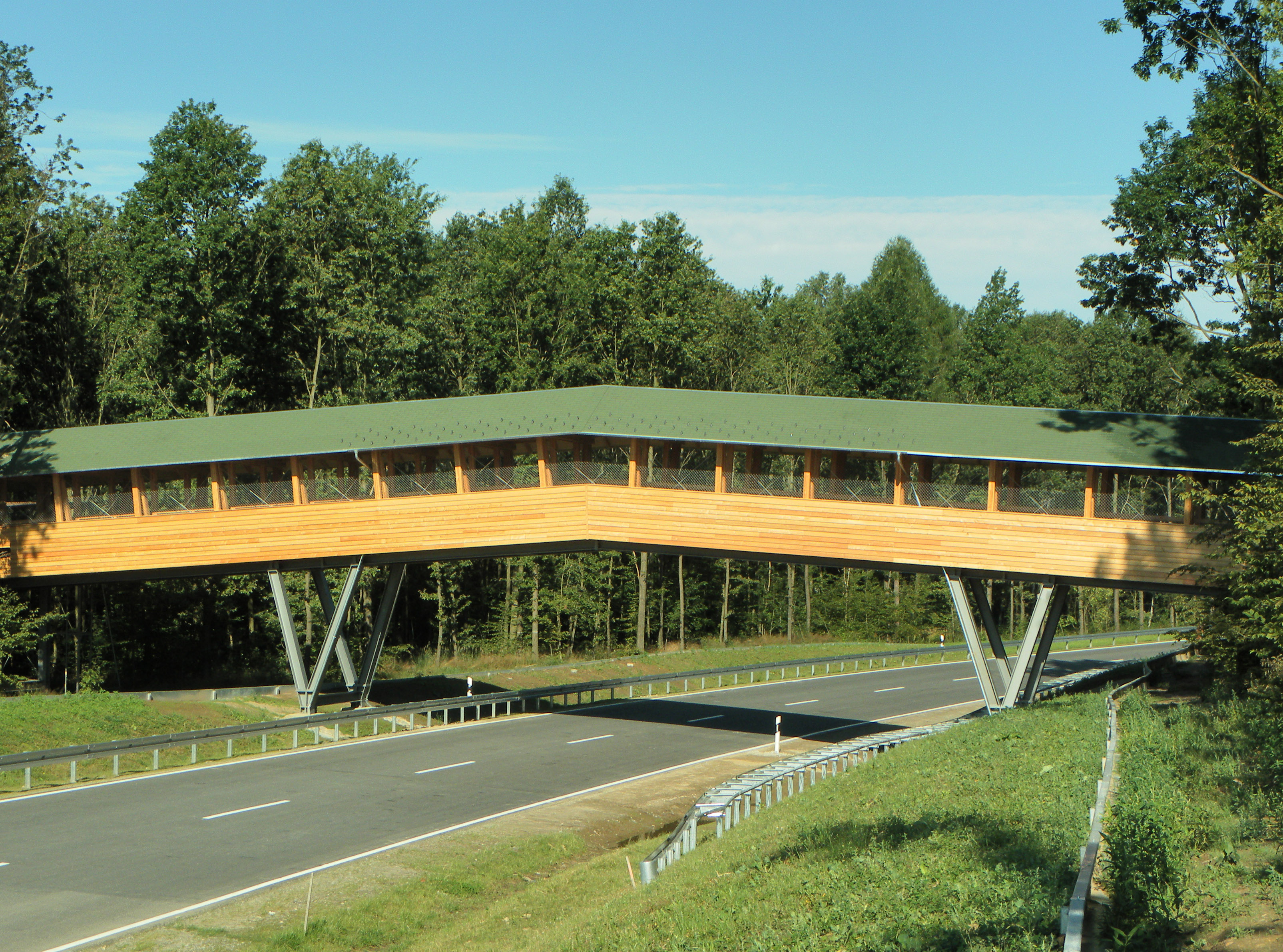
„Haselmausbrücke“ über die südwestliche Ortsumfahrung

Wichtigste Straßenverbindungen sind die Bundesstraße 6 nach Dresden sowie in östliche Richtung die Staatsstraße 111 nach Bautzen und weiter in Richtung Görlitz zur polnischen Grenze. Ende 2011 wurde eine Ortsumgehung fertiggestellt, die die südliche B 98 mit der B 6 verbindet, dieselbe westlich der Stadt kreuzt und in Verlängerung der S 94 mit der Anschlussstelle Burkau zur A 4, etwa 6 Kilometer nordwestlich der Stadt, verbindet. Insgesamt mussten mehrere Brücken errichtet werden, darunter eine 208 Meter lange Brücke über die Wesenitzaue und die sogenannte „Haselmausbrücke“ auf dem Hunger, über die Fußgänger und Radfahrer das Rüdenberggebiet im Süden der Stadt erreichen können und die der seltenen Haselmaus als Straßenübergang dienen soll.
Der nächste Verkehrsflughafen ist der Flughafen Dresden.

### Wirtschaft
Schon länger etabliert haben sich die Branchen Stahl- und Metallbau, Werkzeug- und Formenbau sowie die Metallverarbeitung. Die Firma Roth Umwelttechnik fertigt hier seit 1991 Regenwasser-Flachspeicher nebst der dazugehörigen Pump- und Nachspeisemodule. Ebenfalls im Programm sind Kleinkläranlagen. Noch länger ansässig ist die Firma Schoplast Plastic im Bereich Duroplast- und Thermoplastverarbeitung mit über 100 Mitarbeitern. Etwas kleiner dimensioniert sind in Bischofswerda die traditionellen Industrie- und Handwerkszweige Fleischverarbeitung und Wurstkonservierung. Daneben spielt auch noch die Herstellung von Holzspielzeug und künstlerischer Töpferwaren eine größere Rolle, zudem der Schornstein-, Ofen- und Kaminbau, die Natursteingewinnung und -verarbeitung als auch die Maßanfertigung orthopädischer Schuhe.
Für das kanadische Unternehmen ARISE Technologies, das am 17. April 2008 in Bischofswerda seine erste Produktionslinie für Solarzellen in Betrieb nahm, wurde am 1. Januar 2012 das Insolvenzverfahren eröffnet.

### Öffentliche Einrichtungen

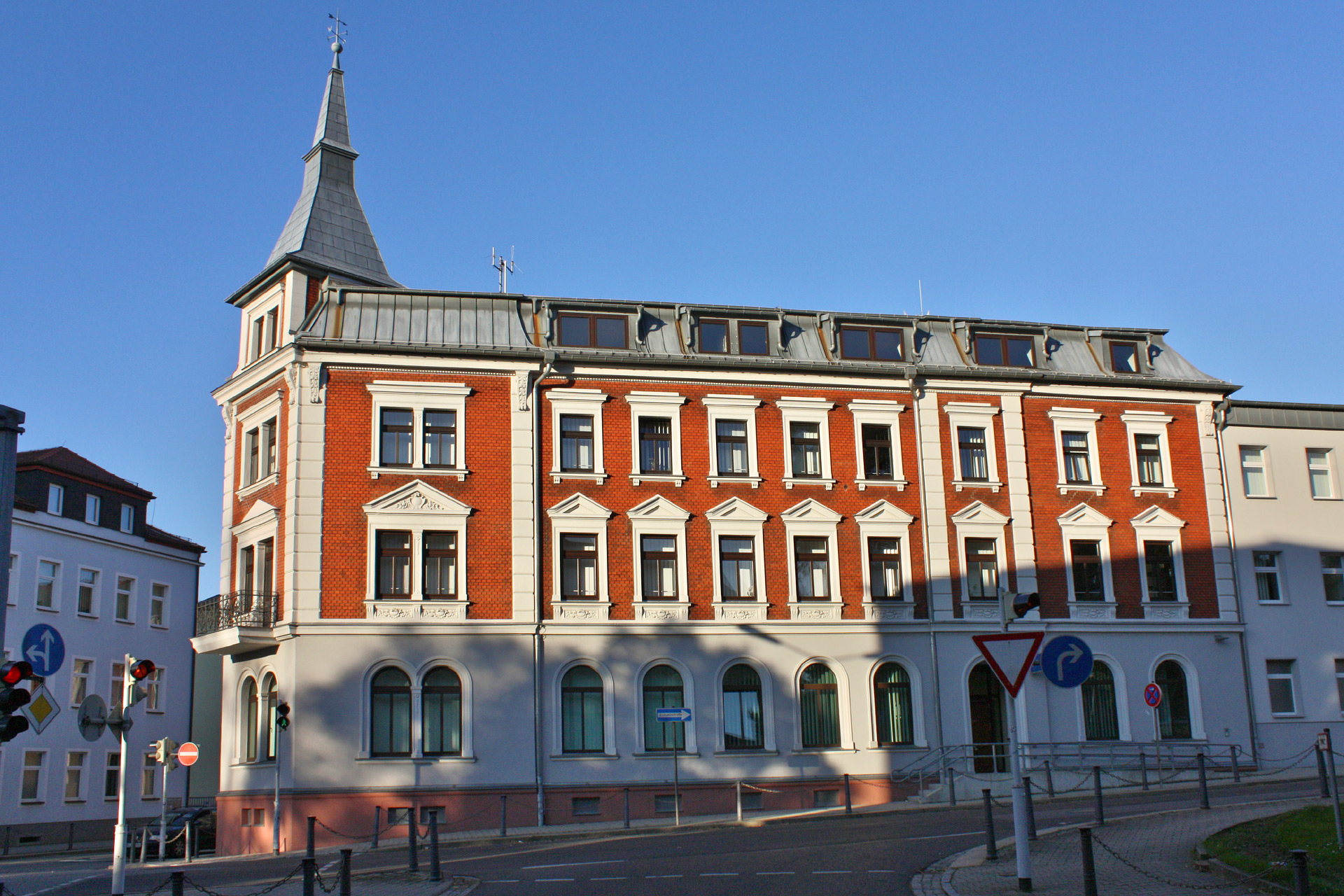
Das Polizeirevier in Bischofswerda

In Bischofswerda befindet sich die Sächsische Anstalt für kommunale Datenverarbeitung (SAKD). Zudem befanden sich in Bischofswerda, bis zum 1. Januar 2018, jeweils eine Außenstelle der Bundesagentur für Arbeit und des Amtes für Arbeit und Soziales. Das Polizeirevier Bischofswerda ist dem Polizeirevier Bautzen unterstellt. Das Krankenhaus Bischofswerda verfügt über ca. 150 Betten.

### Medien
Über das Lokalgeschehen in und um Bischofswerda berichten die Sächsische Zeitung, das Mitteilungsblatt, der WochenKurier sowie der Oberlausitzer Kurier.

## Bildung

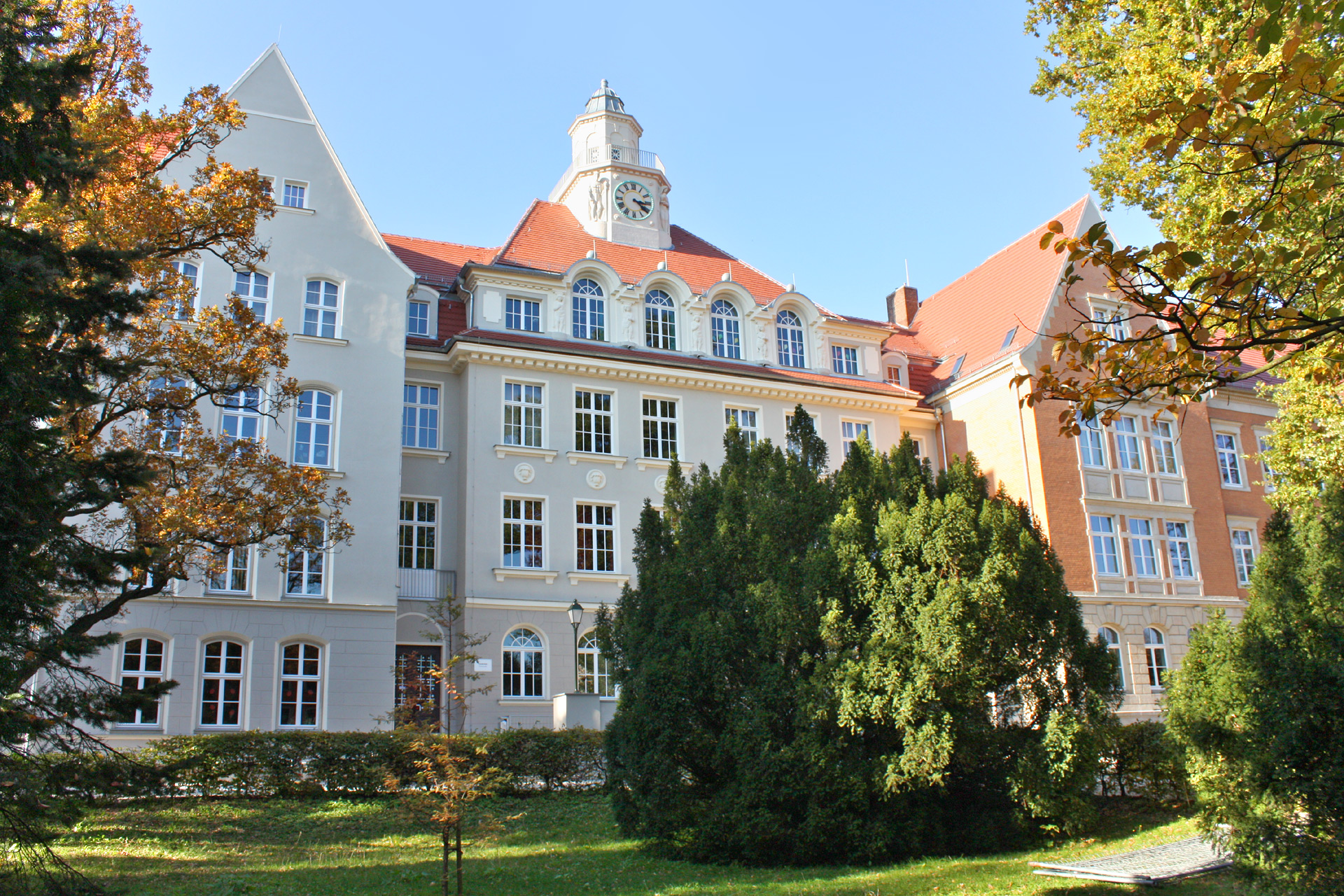
Grund- und Oberschule an der Kirchstraße

Die Stadt Bischofswerda hat zahlreiche soziale, vorschulische und schulische Einrichtungen.
Mehrere Kindergärten, Kindertagesstätten sowie Tagesmütter und eine Kinderkrippe nehmen Vorschulkinder auf. Die weitere Ausbildung erfolgt in den Grundschulen an der Kirchstraße, der Ernst-Thälmann-Straße („Grundschule Süd“) und in der Grundschule „Geschwister Scholl“ im Ortsteil Goldbach. In den Gebäuden der alten Volksschule an der Kirchstraße aus dem Jahr 1901 befindet sich neben der Grundschule Kirchstraße auch die Oberschule Bischofswerda. Das 1912 als Lehrerseminar errichtete Gebäude an der August-König-Straße beherbergt das Goethe-Gymnasium. An der Kamenzer Straße befindet sich die Schule zur Lernförderung Bischofswerda. Neben den Ganztagsangeboten der Schulen können Schüler vor und nach den Schulzeiten im „8-Sterne-Hort“ in der Südvorstadt oder dem „Hort Goldbach“ betreut werden. Weitere Bildungsangebote macht die Außenstelle der Kreismusikschule im Goethe-Gymnasium Bischofswerda.